# Adalrich (Dux)
Adalrich, auch Adalricus, (* um 615; † 663) war ein burgundischer Adliger und unter der Herrschaft der Merowinger Dux des Pagus Attoriensis im Gebiet um Dijon.

## Leben
Adalrich  wurde als ältester Sohn des Attoarierherzogs Amalgar und seiner Frau Aquilina, der Tochter  von Waldelenus, dem Dux von Transjuranien geboren. Sein jüngerer Bruder Waldelenus war Abt des  Klosters Saint-Pierre in Bèze und seine Schwester Adalsind  Äbtissin im Frauenkloster Saint-Martin in Brégille, heute ein Stadtteil von Besançon.
Nach dem Tod seines Vaters Amalgar im Jahr 643 folgte Adalrich diesem als Herzog des Pagus Attoriensis nach. Zwar wird er in den Aufzeichnungen des Klosters Bèze, dem Chronicon Besuense erst für das Jahr 658 als Dux erwähnt, jedoch ist davon auszugehen, dass der Übergang der Herzogswürde nach dem Tode Amalgars ohne zeitliche Unterbrechung auf den Sohn erfolgte.
Adalrich war bemüht, die umfangreichen Schenkungen seiner Eltern an die Abtei Saint-Martin in Brégille wieder einzuschränken und den Landbesitz in das Eigentum der Herzogsfamilie zurückzuführen. Dieses Unterfangen stieß auf erheblichen Widerstand bei dem um Besançon ansässigen Adel, wahrscheinlich auch beim Dux von Transjuranien, Chramnelenus, seinem Onkel. Nachdem seine Schwester, Äbtissin Adalsind, den Besitz der Abtei in den Jahren 657/658 an das Kloster Bèze übertragen hatte, kam es zwischen den gegnerischen Parteien zu gewaltsamen Auseinandersetzungen um die klösterlichen Besitztümer – schließlich wurden Adalsind und ihre Nonnen aus der Abtei in Brégille vertrieben und mussten diese aufgeben. Aufnahme fand der Nonnenkonvent im Kloster Saint-Pierre in Bèze, das von Adalsinds Bruder Waldelenus geleitet und fortan als Doppelkloster von ihm geführt wurde.
Die Besitzstreitigkeiten zwischen den burgundischen Adelssippen setzten sich in den folgenden Jahren fort und eskalierten schließlich im Jahr 663, als König Chlothar III., wohl auf Betreiben der transjuranischen Partei, Adalrich als Dux des Pagus Attoriensis absetzte und die Herzogswürde auf den Burgunden Sichelm übergehen ließ.
Da Adalrich ab 663 nicht mehr in den merowingischen Quellen Erwähnung findet und aus der burgundischen Geschichte verschwindet, geht die Forschung gemeinhin davon aus, dass Adalrich noch im selben Jahr verstarb.

## Nachkommen
Mehrfach urkundlich bezeugt ist ein gleichnamiger Sohn Adalrich, der dem von Chlotar III. eingesetzten Sichelm als Herzog nachfolgte und später unter dem Namen Eticho, als Herzog im Elsass, Vater der heiligen Odilia und Stammvater des Adelsgeschlechts der Etichonen, auf den spätere Dynastien, zum Beispiel die Habsburger, ihren Ursprung zurückführen, bekannt wurde.